# Gestel (Morbihan)
Gestel település Franciaországban, Morbihan megyében. Lakosainak száma 2569 fő (2022. január 1.). Gestel Pont-Scorff, Quéven és Guidel községekkel határos.

## Népesség
A település népességének változása:
| Lakosok száma | 525  | 1566 | 1921 | 2500 | 2701 | 2764 | 2684 | 2637 | 2609 | 2569 |
|               | 1968 | 1982 | 1990 | 2006 | 2013 | 2015 | 2017 | 2019 | 2020 | 2022 |